# Nelson Hungria
Nelson Hungria Hoffbauer (Além Paraíba, 16 de maio de 1891 – Rio de Janeiro, 26 de março de 1969) foi um dos mais importantes penalistas brasileiros, com diversas obras publicadas ao longo da vida.  Foi desembargador do Tribunal de Justiça do antigo Distrito Federal, delegado de Polícia e, culminando sua carreira de jurista, ministro do Supremo Tribunal Federal entre 1951 e 1961.
Formou-se pela Faculdade Livre de Ciências Jurídicas e Sociais do Rio de Janeiro, atual Faculdade Nacional de Direito da Universidade Federal do Rio de Janeiro (UFRJ). Tornou-se livre-docente em direito penal na mesma Universidade.
Lecionou durante anos na Faculdade Livre de Ciências Jurídicas e Sociais do Rio de Janeiro, atual Faculdade Nacional de Direito da Universidade Federal do Rio de Janeiro (UFRJ), como professor de Direito Penal.
Foi um dos revisores do anteprojeto do Código Penal de 1940 (Decreto-lei n.º 2 848, de 7 de dezembro de 1940), e um dos seus principais comentadores (Comentários ao Código Penal, Revista Forense, Rio de Janeiro, publicados na década de 1950). É conhecido pelo epíteto de Príncipe dos Penalistas Brasileiros.
Foi autor de um anteprojeto de reforma do Código Penal de 1940, que teve boa influência na reforma penal portuguesa e foi bastante elogiado pelos juristas brasileiros.
Foi casado com D. Isabel Maria Machado Hungria Hoffbauer.

## Obras publicadas
- Questões Jurídico-Penais (Livraria Jacintho - 1940)
- Comentários ao Código Penal (posteriormente atualizados por Heleno Fragoso).
- "O novo Código Penal". In: Arquivo Judiciário (Suplemento), vol. LIX. 1ª ed. Rio de Janeiro: Jornal do Comércio, jul.-set. de 1941. Em resposta às críticas feitas por Galdino Siqueira.
- A legitima defesa putativa
- Fraude penal
- Dos crimes contra a economia popular
- Novas questões jurídico-penais
- Compêndio de Direito Penal (com Roberto Lira), em 1936, sobre a Consolidação das Leis Penais, de Vicente Piragibe.
- Estudos de Direito e Processo Penal (Forense - 1962)
- Ciclo de Conferências sobre o Anteprojeto do Código Penal Brasileiro (Imprensa Oficial - 1965)